# Vanessa virginiensis
Dama pintada americana o Vanesa americana (Vanessa virginiensis) es una especie de mariposa de la familia Nymphalidae, nativa de América, se encuentra también en Madeira, las Islas Canarias, el extremo sudoeste de Europa, y ocasionalmente en Hawaii y Micronesia.

## Descripción
Las alas alcanzan una envergadura de 4,5 a 6,7 cm. Por encima son de color anaranjado a amarillo a castaño, las alas delanteras con bordes negros y manchas blancas, las posteriores también con manchas azuladas en el borde. Por debajo son de color marrón brillante, con ocelos grandes. Presenta un punto blanco dentro del campo subapical delantero, rosado en la cara inferior. La parte inferior de las alas traseras es blanquecina mármol, con varios tonos de marrón y muestran el borde exterior con dos grandes manchas típicas de la especie que presentan una amplia gama de colores marrón.

## Ecología
Vive en lugares floridos, generalmente en las montañas. Migra en invierno de la zona templada a la tropical. Las larvas se alimentan de varias Asteraceae, principalmente del género Gnaphalium.